# R6 (motorväg, Belgien)
R6 är en motorväg som fungerar som en ringled vid Mechelen i Belgien. Motorvägen går i en halvcirkel på den östra sidan om staden och ansluter till motorvägen A1.